# Hybomitra subfasciata
Hybomitra subfasciata är en tvåvingeart som först beskrevs av Becker 1922.  Hybomitra subfasciata ingår i släktet Hybomitra och familjen bromsar.
Artens utbredningsområde är Sudan. Inga underarter finns listade i Catalogue of Life.